# Matías Cupayolo
Matías Daniel Cupayolo (Argentina. 19 de diciembre del 1997) es un futbolista argentino, juega de defensor y actualmente se desempeña en el Club Guillermo Brown de Puerto Madryn de la Primera B Nacional.

## Clubes
| Club            | País      | Año         |
| --------------- | --------- | ----------- |
| Guillermo Brown | Argentina | 2018 - 2019 |